# Taverna (pubblico esercizio)

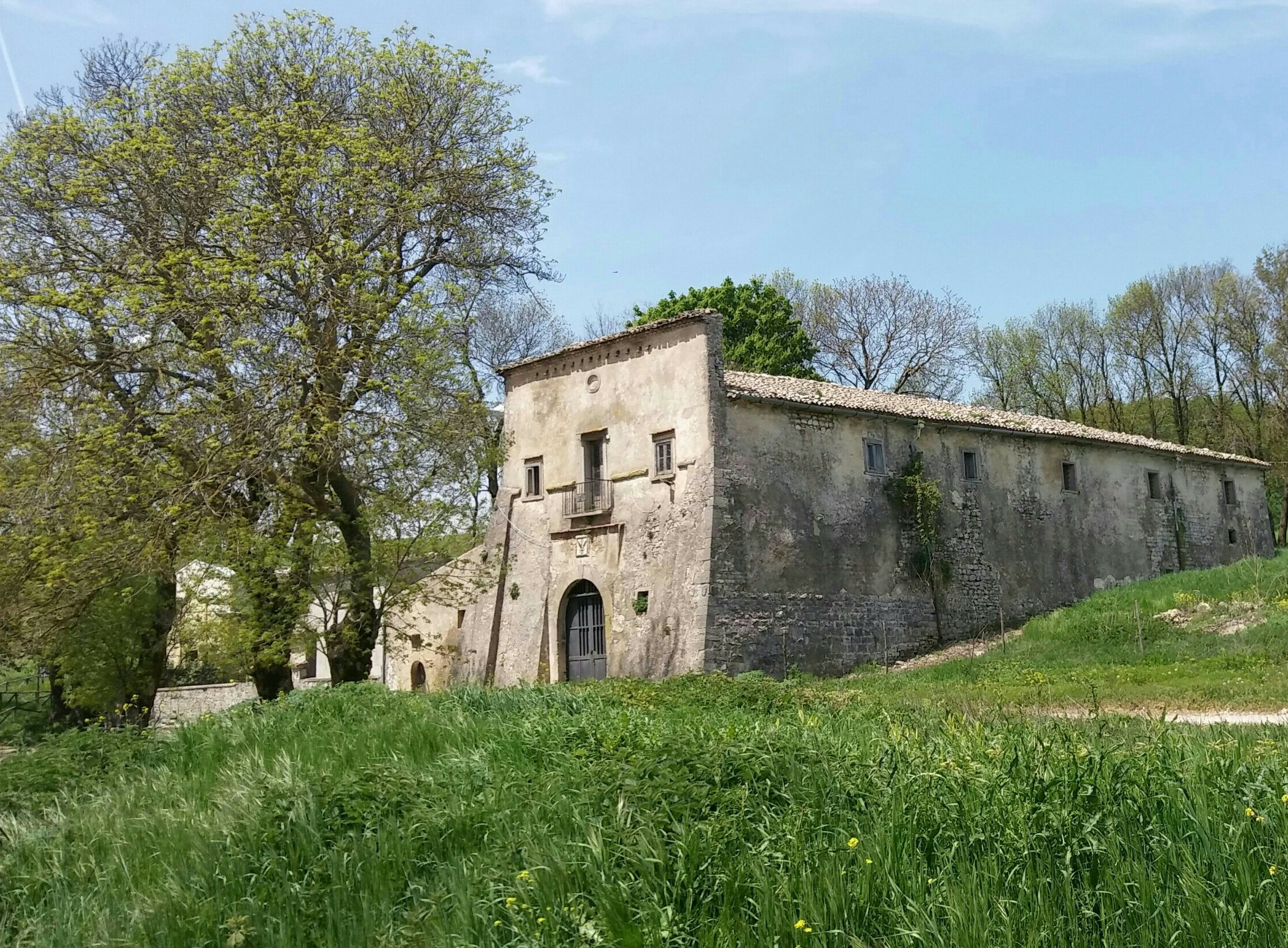
Un'antica taverna lungo il tratturello Camporeale-Foggia, fra i monti della Daunia; i viandanti erano accolti al piano superiore mentre il seminterrato era adibito a stalla.

La taverna è un locale pubblico nel quale la clientela può ordinare da bere e da mangiare, sebbene nei tempi passati fosse contemplata anche la possibilità di alloggio.

## Descrizione
La caratteristica peculiare della taverna è l'arredamento di tipo rustico, quindi semplice e realizzato con materiali non molto elaborati.
A seconda delle circostanze, la taverna può concentrare la propria offerta commerciale maggiormente sul bere – come l’osteria, o sul mangiare – come la trattoria, oppure (in tempi antichi) sul pernottamento – come la locanda. Ciò che la differenzia da tutti questi pubblici esercizi è proprio l'arredamento più spartano e rustico. Inoltre la taverna si differenzia dal bar perché può servire pasti completi, mentre l'orario di esercizio è prevalentemente serale.
Le antiche taverne con servizio di pernottamento erano collocate tipicamente lungo gli itinerari e le vie della transumanza, ossia mulattiere e tratturi, e normalmente permettevano anche il ricovero del bestiame.

## Origini ed etimologia
Il nome "taverna" deriva dal latino tabernae, negozi alimentari che nell'antica Roma offrivano la possibilità di consumare cibi e bevande in loco e, in alcuni casi, perfino di alloggiare.

## Europa

### Francia
Almeno dal XIV secolo, le taverne, insieme alle locande e successivamente ai cabaret, furono i luoghi principali in cui cenare fuori. Tipicamente, una taverna offriva varie carni arrosto, oltre a cibi semplici come pane, formaggio, aringhe e pancetta. Alcuni offrivano una più ampia varietà di cibi, anche se sarebbero stati i cabaret e successivamente i traiteurs a offrire i pasti più raffinati prima che il ristorante apparisse nel XVIII secolo. Il loro scopo dichiarato, tuttavia, era quello di servire vino (non birra o sidro, che avevano altri sbocchi) ed erano così poco raccomandabili che le donne di qualsiasi posizione li evitavano.
Dopo il 1500 le tasse sul vino e sulle altre bevande alcoliche divennero sempre più gravose, non solo a causa del continuo aumento del livello delle tasse, ma anche per la sconcertante varietà e molteplicità delle tasse. Questo sistema caotico veniva applicato da un esercito di esattori delle tasse. L'opposizione risultante assunse molte forme. I viticoltori e i tavernieri nascondevano il vino e falsificavano i metodi di vendita per trarre vantaggio dalle aliquote fiscali più basse. I rivenditori riempivano anche segretamente le loro botti da scorte nascoste. I commercianti di vino aggiravano furtivamente le stazioni di ispezione per evitare i dazi di importazione locali. Alcuni truffatori, una volta arrestati, hanno reagito con rassegnazione passiva, mentre altri sono ricorsi alla violenza. Situato nel cuore della cittadina o del villaggio di campagna, l'osteria era uno dei tradizionali centri della vita sociale e politica prima del 1789, luogo di ritrovo sia della popolazione locale che dei viandanti di passaggio e rifugio di furfanti e mascalzoni. Le taverne simboleggiavano l'opposizione al regime e alla religione.
Talvolta le taverne fungevano da ristoranti. Nel 1765, a Parigi venne fondato il primo ristorante nel senso moderno del termine. Tuttavia, il primo ristorante parigino degno di questo nome fu quello fondato da Beauvilliers nel 1782 in Rue de Richelieu, chiamato la Grande Taverne de Londres.
Il romanzo di Émile Zola L'Assommoir ("La taverna") (1877) descriveva le condizioni sociali tipiche dell'alcolismo a Parigi tra le classi lavoratrici. L'ubriaco secondo Zola distruggeva non solo il proprio corpo, ma anche il proprio lavoro, la propria famiglia e altri rapporti interpersonali. I personaggi Gervaise Macquart e suo marito Coupeau esemplificano con grande realismo il degrado fisico e morale degli alcolisti. La corrispondenza di Zola con i medici rivela che ha utilizzato fonti mediche autentiche per le sue rappresentazioni realistiche nel romanzo.

### Germania

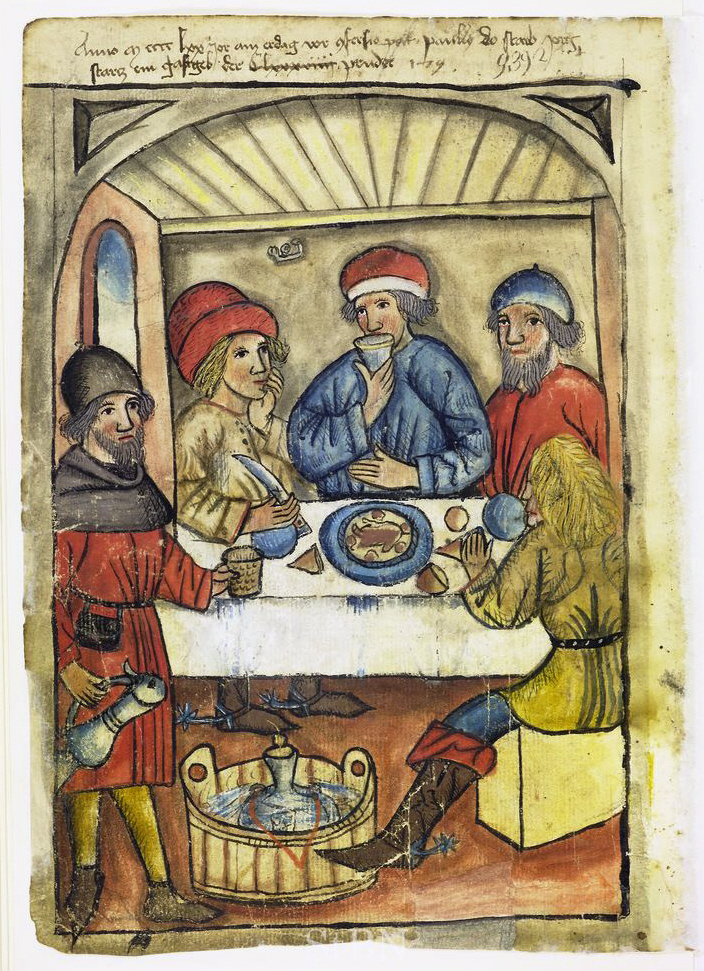
Taverna tedesca intorno al 1470

Un nome tedesco comune per taverne o pub tedeschi è Kneipe. Le pratiche di consumo di alcol nell'Augusta, in Germania, nel XVI secolo, suggeriscono che l'uso dell'alcol nella Germania della prima età moderna seguiva norme culturali attentamente strutturate. Bere non era un segno di insicurezza e di disordine. Contribuiva a definire e migliorare lo status sociale degli uomini ed era quindi tollerato tra gli uomini purché rispettassero sia le regole e le norme della società delle taverne sia le esigenze del loro ruolo di capifamiglia. Le porte delle taverne erano chiuse alle donne rispettabili non accompagnate dai loro mariti e la società condannava l'ubriachezza tra le donne, ma quando l'abuso di alcol interferiva con la famiglia, le donne potevano utilizzare il potere pubblico per imporre limiti al comportamento degli uomini nel bere.

### Regno Unito

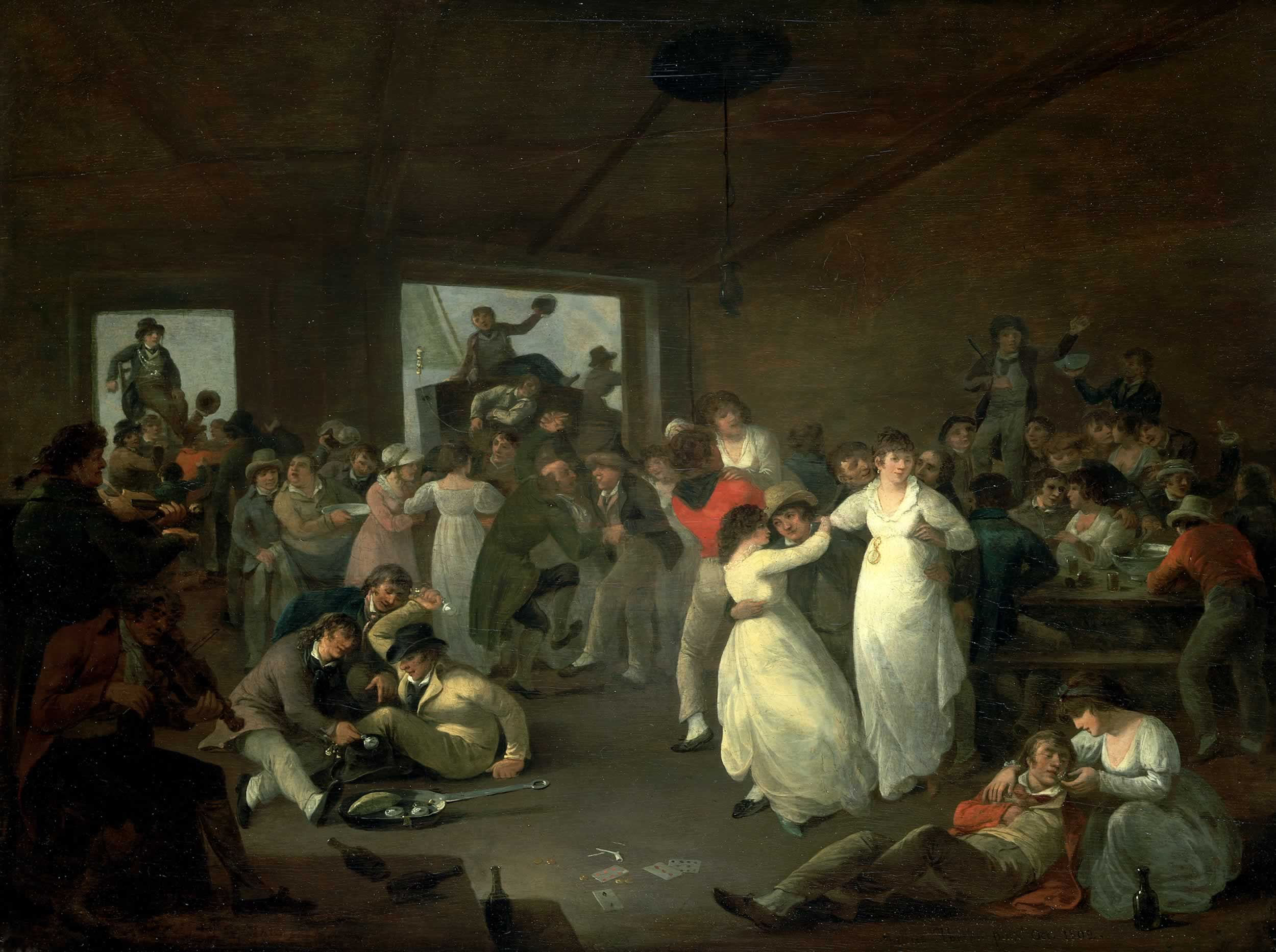
Una scena in una taverna non specificata a Portsmouth dopo che una o più navi sono state messe in funzione, Julius Caesar Ibbetson, 1802.

Le taverne erano luoghi popolari utilizzati per gli affari, ma anche per mangiare e bere: ad esempio, la London Tavern era un importante luogo d'incontro nei secoli XVIII e XIX. Tuttavia, la parola taverna non è più di uso popolare nel Regno Unito poiché non esiste distinzione tra taverna e locanda. Entrambi gli stabilimenti servono vino e birra. Per descrivere queste case viene oggi utilizzato il termine "pub" (abbreviazione di "public house"). L'eredità di taverne e locande si trova ora solo nei nomi dei pub, ad esempio Fitzroy Tavern, Silver Cross Tavern, Spaniards Inn, ecc. La parola sopravvive anche in canzoni come "There is a Tavern in the Town".
La gamma e la qualità dei pub varia notevolmente in tutto il Regno Unito, così come la gamma di birre, vini, liquori e cibi disponibili. La maggior parte dei pub di qualità servirà ancora birre e cibo. Negli ultimi anni si è assistito ad uno spostamento verso i pub "gastro" dove il menù è più ambizioso. In origine, le taverne fungevano da punti di ristoro circa ogni quindici miglia (circa 24 km) e il loro obiettivo principale era fornire riparo a chiunque fosse in viaggio. Tali taverne sarebbero divise in due parti principali: la zona notte e il bar. In genere è presente un'insegna con qualche simbolo, spesso legato al nome del locale, per attirare i clienti. Lo scopo è quello di indicare che lo stabilimento vende alcolici e di distinguerlo dalla concorrenza.

### Scandinavia
La Scandinavia aveva tassi di consumo di alcol molto elevati, che portarono alla formazione di un potente movimento proibizionista nel 19º secolo. Magnusson (1986) spiega perché il consumo di alcolici era così elevato in un tipico villaggio preindustriale (Eskilstuna) in Svezia, 1820–50. Caratteristica economica di questa città di fabbri era il Verlag, ovvero il sistema di produzione conto terzi, con la sua complessa rete di rapporti creditizi. Il consumo eccessivo di alcol facilitava la creazione di rapporti comunitari in cui artigiani e lavoratori cercavano sicurezza. Comprare bevande invece di risparmiare era una strategia razionale quando, prima di adeguarsi all'economia monetaria, era essenziale aumentare la stima presso i colleghi artigiani ai quali rivolgersi per favori anziché al capitalista Verlag.

### Grecia
Un ristorante in Grecia è comunemente noto come taverna. La loro storia inizia in epoca classica, con le prime testimonianze di una taverna scoperta nell'antica Agorà di Atene; lo stile rimane lo stesso fino ad oggi. Le taverne greche (plurale di taverna) sono i ristoranti più comuni in Grecia. Un menù tipico prevede piatti monoporzione, ovvero piccoli piatti di carne e pesce, oltre ad insalate e antipasti. Mageirefta è la sezione del menu che comprende ogni giorno una varietà di piatti diversi cucinati in casseruola. Le altre scelte vengono preparate prevalentemente arrosto (tis oras) o fritte. Orektika (antipasti) comprendono piccoli piatti di salse greche, alifes, solitamente consumato su bocconi di pane. Le taverne offrono diversi tipi di vini e retsina in botti o bottiglie, ouzo o tsipouro, con birra e bevande fresche. In epoca bizantina, le taverne erano il luogo di ritrovo sociale, dove godersi un pasto, ascoltare musica dal vivo e chiacchierare amichevolmente sorseggiando un drink accompagnato da una piccola varietà di piatti (mezes).

### Ex Jugoslavia
Nell'ex Jugoslavia, la kafana serve cibo e bevande alcoliche.

### Repubblica Ceca e Slovacchia
La traduzione ceca più frequente di taverna o pub è "hospoda". Deriva da hospodář (padrone di casa) ed è anche vicino a hostitel (ospite), host (ospite) e hostina (cena, banchetto). E anche al gospodin russo (maestro, signore, signore) e a hospitality. Tradizionalmente, "hospoda" o "hostinec" erano strutture a tutti gli effetti, che fornivano alloggio, pasti e bevande, una locanda. Nei tempi moderni, il significato della parola si è un po’ ristretto. Tuttavia, colloquialmente è usato per denotare sia i ristoranti tradizionali dove la gente va a mangiare, sia i bar, dove la gente va principalmente a bere e socializzare. "Hospoda" è oggi una parola molto diffusa ma solo colloquiale, mentre "hostinec" o "pohostinství" erano spesso nomi ufficiali di tali strutture nel XX secolo, ormai un po' obsoleti. "Hospoda" potrebbe essere servito con o senza pasti, tipicamente con birra alla spina (questo termine non si usa per le enoteche). Poiché bere birra è una parte importante della cultura ceca, invitare a "hospoda" significa generalmente: "andiamo a bere qualcosa insieme, incontriamoci, chiacchieriamo e socializziamo...". Spesso è dotata di TV, tavolo da biliardo,ecc. I pub servono sia i clienti abituali locali che gli escursionisti, i turisti e gli altri ospiti.
I locali specializzati principalmente nel consumo di birra (birrerie) si chiamano "výčep" ("výčap" in slovacco), espressamente "nálevna", o "pajzl" (dal tedesco Baisel, originario di Jidish). "Knajpa" (dal tedesco) è una parola espressiva, mentre "krčma" in ceco è piuttosto arcaico. La parola "taverna" (dall'italiano) è intesa come un termine straniero per indicare lo stabilimento delle culture del sud Europa, in particolare greca o italiana.
In Moravia, in particolare nella Moravia meridionale, questo ruolo sociale è svolto piuttosto dalle "cantine".
La lingua slovacca preferisce la parola "krčma" come termine colloquiale neutro per pub e ristoranti. È un'antica parola panslava.

## Asia

### Iraq
Uno dei primi riferimenti ad una taverna si trova nel Codice di Hammurabi.

## Nord America

### America coloniale fino al 1800
Le taverne delle colonie seguivano da vicino gli ordinari della madrepatria. Le taverne, insieme alle locande, all'inizio erano per lo più conosciute come ordinari (ordinaries), e furono costruite in gran parte del New England. Queste istituzioni furono influenti nello sviluppo di nuovi insediamenti, fungendo da spazi di ritrovo per la comunità. Le taverne qui però servivano a molti scopi come aule di tribunale, riunioni religiose, stazioni commerciali, locande, uffici postali e minimarket. Anche le taverne del Nord e del Sud erano diverse nei loro usi, a differenza della taverna ideale centrale in Inghilterra. Quelli del Sud più vicini alla frontiera venivano usati come locande e stazioni commerciali da coloro che erano diretti in terre sconosciute per stabilirsi. Le molteplici funzioni dei locali pubblici erano particolarmente importanti nelle comunità di frontiera in cui le altre istituzioni erano spesso deboli, il che era certamente vero nella frontiera coloniale meridionale. Erano supervisionati dai funzionari della contea, che riconoscevano la necessità delle taverne e la necessità di mantenere l'ordine, di ridurre al minimo l'ubriachezza ed evitarla se possibile la domenica, e di stabilire le responsabilità dei tavernieri. Con questi profitti arrivò il progresso, che migliorò le nuove patrie con l'uso di taverne e birrerie. La struttura originaria di queste taverne erano capanne di legno, tipicamente alte un piano e mezzo con due stanze su ogni piano. Il piano terra poteva essere utilizzato dal pubblico, mentre il piano superiore ospitava le camere da letto ed era abbastanza lontano dal pubblico.

### I primi alberghi
Le taverne più grandi fornivano stanze ai viaggiatori, soprattutto nei capoluoghi di contea che ospitavano il tribunale. Le taverne di lusso avevano un salone con un enorme camino, un bar su un lato, numerose panche, sedie e diversi tavoli da pranzo. Le case migliori avevano un salotto separato per le signore perché l'altra parte era sporca, oltre a un padrone di casa affabile, buona cucina, letti morbidi e spaziosi, fuochi in tutte le stanze quando faceva freddo e pentole riscaldanti usate durante la notte sui letti. Nelle foreste remote, le taverne erano miserabili tuguri sporchi e pieni di parassiti; nonostante queste condizioni, per lo straniero erano scelte più sicure e più piacevoli rispetto ad accamparsi sul ciglio della strada. Anche sulle strade principali come la Boston Post Road, i viaggiatori riferivano abitualmente che le taverne avevano cibo pessimo, letti duri, coperte scarse, riscaldamento inadeguato e servizio scadente. Una domenica del 1789, il Presidente George Washington, che era in tournée nel Connecticut, scoprì che la gente del posto scoraggiava i viaggi di sabato e così trascorse la giornata alla Perkins Tavern, "che tra l'altro non è un bene" (which by the way is not a good one).

### Clientela
Le taverne erano essenziali per gli americani coloniali, specialmente nelle zone rurali del sud, dove i coloni venivano a conoscenza dei prezzi correnti dei raccolti, si dedicavano al commercio e ascoltavano i giornali letti ad alta voce. Per la maggior parte degli americani rurali, la taverna era il collegamento principale con il mondo esterno e svolgeva un ruolo molto simile al mercato cittadino dell’Europa medievale.
Le taverne assorbivano le ore di svago e venivano forniti giochi. Le corse di cavalli spesso iniziavano e finivano nelle taverne, così come le esercitazioni di addestramento della milizia. I combattimenti di galli erano comuni. Nelle taverne di lusso, la nobiltà aveva stanze private o addirittura organizzava un club. Quando la politica era di stagione o si riuniva il tribunale di contea, i discorsi politici riempivano le taverne.
Le taverne svolgevano molteplici funzioni sulla frontiera coloniale meridionale. La società nella contea di Rowan, nella Carolina del Nord, era divisa in base a etnia, genere, razza e classe, ma nelle taverne i confini spesso si sovrapponevano, poiché gruppi diversi venivano riuniti ai tavoli vicini. La diffusione nell'entroterra era limitato non dall’ideologia o dalla cultura, ma dalla distanza dalla città e dagli scarsi trasporti. La crescente varietà di bevande servite e lo sviluppo dei club indicano che la cultura signorile si diffuse rapidamente da Londra alla periferia del mondo inglese.

### Gestione
Nell'era coloniale, in alcune zone, fino al 40% delle taverne erano gestite da donne, soprattutto vedove. I magistrati locali, che dovevano concedere una licenza prima che una taverna potesse aprire, preferivano le vedove che conoscevano l'attività e che altrimenti avrebbero potuto impoverirsi e diventare un peso per la contea. Il motivo principale era che le taverne iniziarono a diventare locali di classe superiore, che richiedevano proprietari più esperti. Solo i titolari di licenza erano generalmente autorizzati a vendere alcolici al consumo con misure fisse a prezzi fissi. Donne e bambini di solito non erano i benvenuti come compagnia dei bevitori se non in rari casi poiché era soprattutto un posto riservato agli uomini. Se si incontrava una donna in una taverna, generalmente la si considerava una prostituta. Le donne entravano nelle taverne per cercare i mariti oppure accompagnavano i padri o i fratelli; in caso contrario, non erano ammesse. I bevitori erano uomini e, in effetti, spesso definivano la loro virilità in base alla quantità di alcol che potevano bere alla volta. I gestori cercavano di mantenere il loro locale ordinato, vendere a prezzi conformi alla legge e non calunniare gli altri gestori per evitare cattiva reputazione.

### Luogo di incontro e centro comunitario
Nelle comunità rurali l'osteria costituiva uno spazio pubblico molto importante poiché offriva alla comunità un luogo non solo di incontro ma anche di svolgimento degli affari. La taverna fungeva anche da tribunale improvvisato, dove si potevano stabilire le regole e risolvere le controversie. Dal 1660 al 1665, il governo della Virginia si riunì a Jamestown nelle taverne locali. Dal 1749 al 1779, la Mosby Tavern fu il tribunale, la prigione e il punto d'incontro della milizia per la contea di Cumberland, Virginia, e successivamente per la contea di Powhatan. Gifford Dalley gestiva la City Tavern a Filadelfia, che servì come luogo di incontro non ufficiale per il Primo Congresso Continentale e, nei documenti, servì come Custode della Porta per il Primo, Secondo e Terzo Congresso degli Stati Uniti. Il cognato del Daily, Samuel Fraunces, possedeva la Fraunces Tavern a New York City, dove il Congresso si riuniva mentre il municipio era in costruzione. L'ultima volta che il Congresso si è riunito in una taverna è stato alla Fraunces Tavern. Nessuno dei due posti esiste ancora, ma una ricostruzione della City Tavern a Filadelfia è ancora in funzione.

### Fermata della posta e ufficio postale
Molti erano anche gli uffici postali locali e/o i seggi elettorali. Il servizio postale degli Stati Uniti ha avuto origine nelle taverne private e nei caffè d'America.
Una rappresentazione delle truppe della Guerra Civile che leggono la posta alla Eagle Tavern, che fungeva anche da ufficio postale a Silver Spring, nel Maryland, può essere vista presso la Biblioteca di Silver Spring. La Old Post Office Tavern è operativa oggi a Leavenworth, Washington. La Old Kelley's Tavern nel New Hampshire è una taverna multifunzionale. Il colonnello William B. Kelley del New Hampshire gestiva una taverna ed era il direttore generale delle poste per il New Hampshire. La posta andava e veniva da casa sua. La Hanover Tavern nella contea di Hanover, in Virginia, è un'altra taverna che fungeva anche da ufficio postale. Il General Wayne Inn nel Lower Merion Pennsylvania servì anche come ufficio postale dal 1830 al 1850 e fu anche il seggio elettorale nel 1806.

### Taverne più antiche

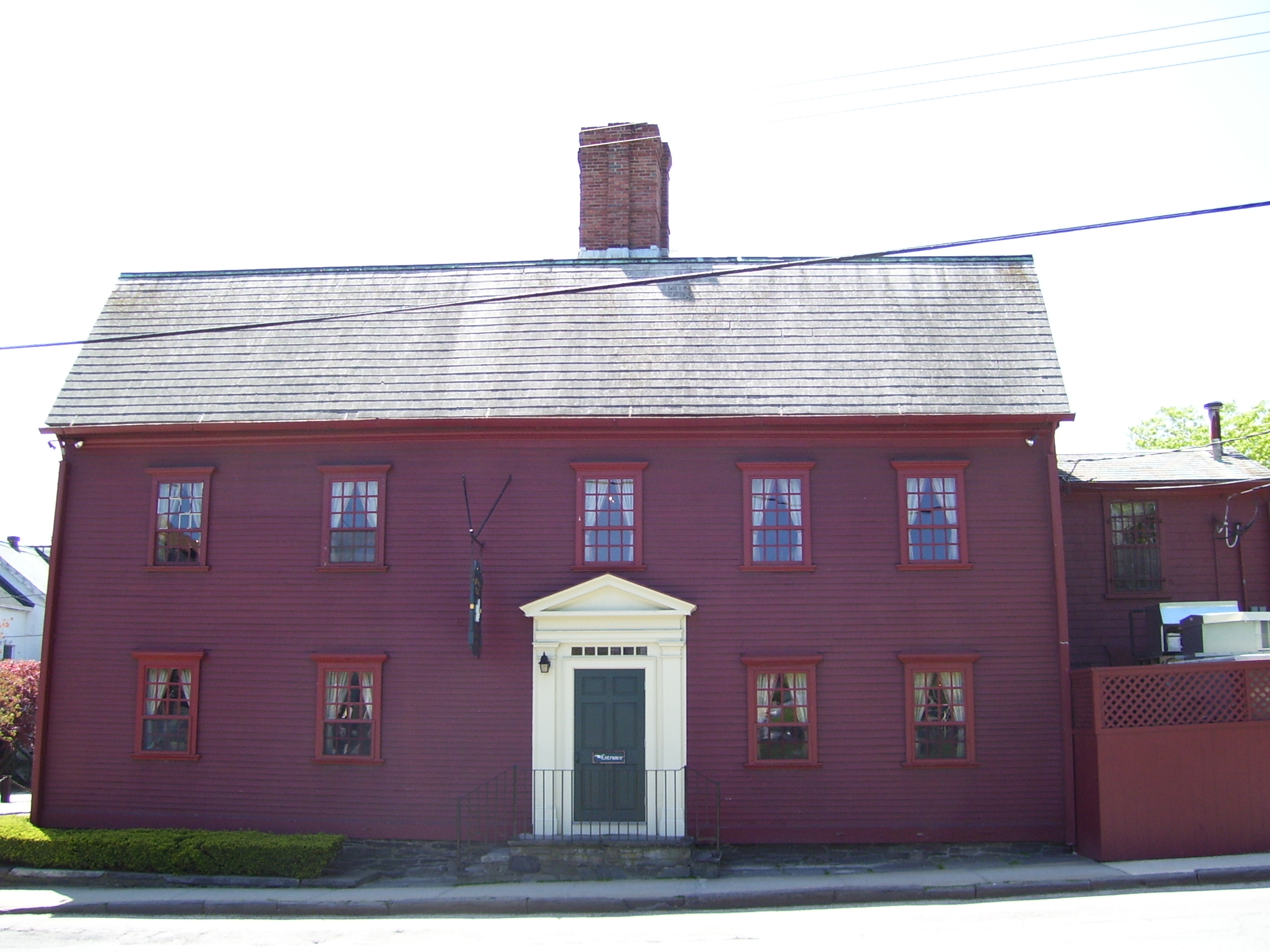
La storica White Horse Tavern a Newport, Rhode Island, negli Stati Uniti.

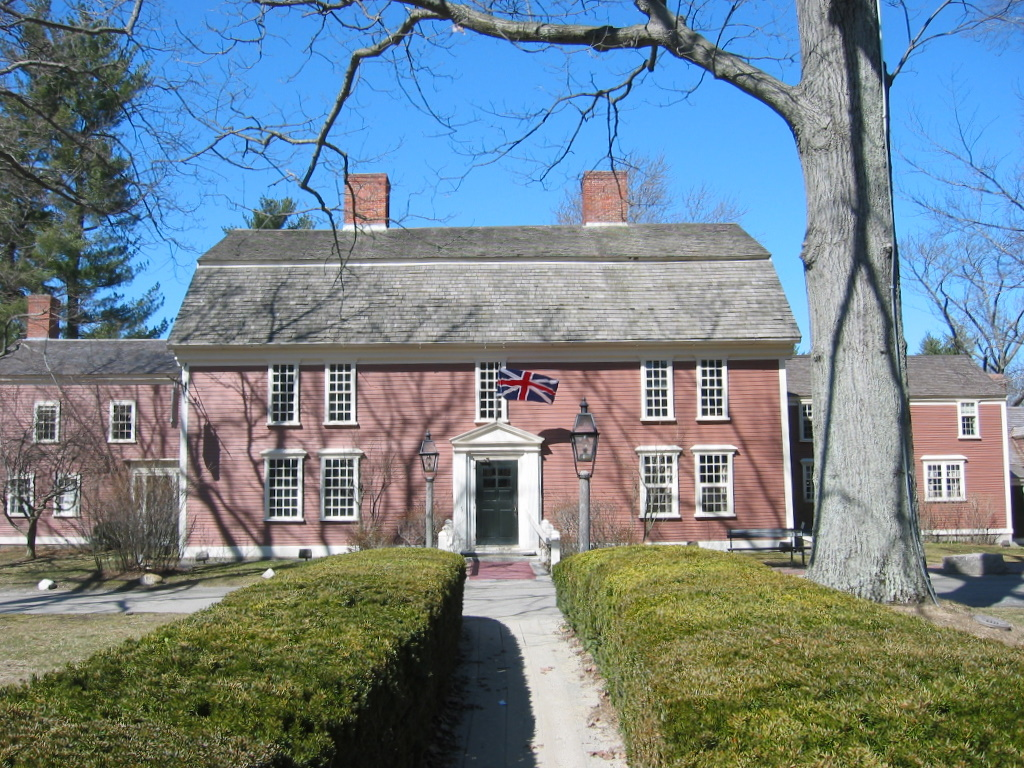
Il Wayside Inn a Sudbury, Massachusetts.

La taverna più antica è un titolo rivendicato da numerosi locali. Alcuni locali chiariscono le loro rivendicazioni con la taverna più antica ininterrotta, la taverna più antica a conduzione familiare, il locale per bere più antico o la licenza più antica poiché esistono molti modi per distinguere la taverna più antica. La prima taverna a Boston, nel Massachusetts, era puritana, aperta il 4 marzo 1633. Quella data sarebbe stata indicata secondo il calendario giuliano, che all'epoca era in uso in Inghilterra e nelle sue colonie.
La White Horse Tavern, a Newport, Rhode Island, è molto probabilmente la taverna ospitata nell'edificio più antico (costruito nel 1683; concesso in licenza 1687). Il Blue Anchor, il primo locale per bere in Front e Dock Street a Filadelfia, iniziò ad operare nel 1681. Il Lafitte's Blacksmith Shop, a New Orleans, in Louisiana, è considerato da alcuni il bar più antico che operava ininterrottamente prima del 1775. Jean Lafitte stesso nacque nel 1776.

### Germania ("America tedesca")
Gli immigrati tedeschi negli Stati Uniti portarono la birra chiara e le birrerie all'aperto (spesso collegate ai birrifici) negli Stati Uniti a metà del XIX secolo. Gli Schlitz Palm Gardens e le birrerie all'aperto Pabst Park, a Milwaukee, nel Wisconsin, sono considerati i precursori dei moderni parchi a tema.
I tedeschi gestivano quasi tutte le birrerie della nazione, con una forte domanda, fino all'arrivo del proibizionismo nel 1920. I giornali tedesco-americani promuovevano la temperanza ma non l'astinenza. Dal punto di vista tedesco, la questione non riguardava tanto gli effetti negativi dell’alcol quanto i suoi benefici nel promuovere la vita sociale. Per i tedesco-americani la birreria all’aperto rappresentava, accanto alla chiesa, uno dei due pilastri della vita sociale e spirituale tedesca.

### New York
Forse la taverna americana più famosa è Fraunces Tavern, all'angolo tra Broad e Pearl Street, a Lower Manhattan. Originariamente costruito come residenza nel 1719, fu aperto come taverna da Samuel Fraunces nel 1762 e divenne un luogo di ritrovo molto utilizzato. La Fraunces Tavern era il luogo delle riunioni dei mercanti sulle tasse successive al 1763, dei complotti dei Sons of Liberty e degli intrattenimenti per ufficiali britannici e lealisti durante la Rivoluzione americana. Nella sua Long Room, il 4 dicembre 1783, il generale George Washington salutò i suoi ufficiali e la sua famiglia.

### New England
La forte eredità puritana del New England significava che il governo locale era abbastanza forte da regolamentare e chiudere i luoghi turbolenti. Tuttavia, il potere dei ministri svanì e nel 1690 i leader provinciali avevano riconosciuto che non potevano sradicare il consumo di alcol nelle taverne.
Tra il 1697 e il 1756 Elizabeth Harvey, seguita da sua nuora, Ann Harvey Slayton, gestì una taverna di successo a Portsmouth, nel New Hampshire. Le loro carriere rivelano l'accettazione da parte del pubblico della gestione e dell'autorità femminile entro i confini della taverna. Sotto Harvey, la taverna divenne un punto di sosta postale e iniziò a ospitare l'Assemblea Generale e le riunioni del comitato esecutivo. Dopo che Slayton subentrò, la taverna tenne riunioni cittadine; forniva beni di prima necessità ai poveri per i quali il comune rimborsava; e fornì alloggi per il governo provinciale, i tribunali e i comitati legislativi.

### Frontiera della Carolina del Nord coloniale
Nella Carolina del Nord coloniale, le taverne avevano molteplici funzioni. Oltre alle funzioni di alloggio per i viaggiatori e di luoghi in cui mangiare e bere, le taverne fungevano da luoghi per il commercio, discussioni politiche informali e diffusione di notizie e informazioni. Dal 1753 al 1776, il numero di taverne operanti nella contea di frontiera di Rowan County, nella Carolina del Nord, in un anno medio era "probabilmente più vicino a quaranta che a dieci", sulla base dei registri fiscali e delle licenze. Nel complesso, gli alcolici distillati come whisky, rum e brandy erano più comuni della birra. La ricerca mostra che il consumo di alcol varia da luogo a luogo in base alla composizione etnica dei clienti della taverna: "Più è scozzese la clientela di una taverna, più liquori vengono serviti, e più sono tedeschi o inglesi i suoi avventori, più birra viene servita".
Le donne erano minoranza sia come avventori che come gestori delle taverne coloniali della Carolina del Nord. Ciò potrebbe essere in parte attribuibile alla demografia degli insediamenti di frontiera, che erano prevalentemente maschili.

### Saloon etnici
Nei quartieri etnici delle città, dei centri produttivi e dei campi minerari, il saloon era un uomo importante. Gruppi di 25-50 nuovi arrivati che parlavano la stessa lingua e probabilmente anche dalla stessa provincia o villaggio in Europa bevevano insieme e frequentavano lo stesso saloon. Si fidavano del saloonkeeper (l'addetto al saloon) per tradurre e scrivere lettere per loro, aiutarli con rimesse transatlantiche, conservare i loro risparmi per loro e spiegare le leggi e le usanze americane.

### Speakeasy
Gli speakeasy, o "blind pigs", erano bar illegali e divennero estremamente comuni durante il proibizionismo (1920-1933). Il termine "speakeasy" entrò nel gergo in Pennsylvania alla fine degli anni 1880 quando fiorirono i saloon illegali quando il costo delle licenze legali per i liquori fu aumentato ai sensi della legge Brooks High License. La maggior parte delle taverne chiuse, ma i bevitori trovarono locali clandestini fuori mano che li avrebbero serviti. I proprietari dovevano acquistare birra e liquori illegali da sindacati criminali (il più famoso era gestito da Al Capone a Chicago) e ha dovuto pagare la polizia perché guardasse dall'altra parte. Il risultato è stato una diminuzione generale del consumo di alcol e un enorme aumento della criminalità organizzata, della guerra tra bande e della corruzione civica, nonché una diminuzione delle entrate fiscali. Il divieto fu abrogato nel 1933 e i luoghi legittimi furono riaperti.

### Canada
Roberts (2008) mostra che nell'Alto Canada (ora Ontario) all'inizio del XIX secolo, esisteva un rituale informale al lavoro seguito dai tavernieri e dagli avventori. Ad esempio, i bar erano riservati agli uomini, ma le stanze adiacenti erano luoghi in cui le donne potevano incontrarsi, le famiglie potevano venire e fioriva la socialità femminile. Nel frattempo, gli uomini del posto e i visitatori, come viaggiatori, medici, commercianti e artisti, potevano esprimere le loro opinioni su argomenti di interesse generale.
Occasionalmente, le discussioni accese sfociavano in scontri tra gruppi religiosi o etnici. Nonostante gli sforzi dei riformatori sociali per regolamentare le taverne in Ontario, la violenza fisica legata al bere era comune. In effetti, la mascolinità del XIX secolo, derivata dai precedenti modelli di commercianti di pellicce della regione, era spesso basata su imprese di forza e resistenza e sull’abilità nel combattimento. Le taverne erano il luogo di ritrovo pubblico più comune per i maschi della classe operaia e quindi luogo di frequenti scontri. L'onore e il corpo degli uomini, socialmente e storicamente legati, trovavano espressione pubblica e spesso distruttiva nell'ambiente delle taverne.
Il termine "taverna" è stato utilizzato regolarmente in Ontario fino alla metà degli anni '80, quando è scomparso ed è stato sostituito con "bar" per quasi tutti i tipi di strutture di ristorante che vendono alcolici.

### Messico
I riformatori messicani che denunciarono i terribili effetti del consumo eccessivo di alcol sul disordine pubblico, sulla salute e sulla qualità del lavoro fecero periodici tentativi di controllarlo a Città del Messico tra la fine del XVIII e l'inizio del XIX secolo. I poveri frequentavano le pulquerías, dove veniva venduta la pulque, ricavata dalla pianta maguey. Dopo la legalizzazione del più potente aguardiente nel 1796, i poveri potevano permettersi anche le viñaterías, dove venivano serviti superalcolici, e l'ubriachezza aumentava. Le taverne svolgevano un importante ruolo sociale e ricreativo nella vita dei poveri. Spesso i cittadini influenti possedevano le pulcherías e si opposero alla riforma, così come i proprietari delle haciendas in cui veniva coltivata la pianta maguey. Le entrate fiscali derivanti dall'alcol erano importanti per il governo. Questi fattori, così come la permissiva applicazione delle leggi, portarono al fallimento della riforma delle taverne.